# Erich Köhn (Widerstandskämpfer)
Erich Köhn (* 9. Dezember 1896 in Falkenberg, Provinz Schlesien; † 1. Januar 1944 im KZ Buchenwald) war ein deutscher Widerstandskämpfer.

## Leben
Erich Köhn war der Sohn des Fotografen, Sozialdemokraten und Gewerkschaftssekretärs Carl August Köhn (1866–1923) und der Weißnäherin Martha Marie (geborene Fahlisch; 1869–1949). Wie sein Vater lernte Erich Köhn ab 1913 das Handwerk des Fotografen in Leipzig. Mit Beginn seiner Ausbildung trat er beruflich  1913 dem sozialistischen Arbeiterjugendverein und 1915 dem „Verband der Lithographen, Steindrucker und verwandter Berufe“ bei.
1916 wurde Köhn zum Infanterieregiment 105 einberufen und war unter anderem an der Schlacht um Verdun beteiligt. Er wurde hierfür mit dem EK II und der „Friedrich-August-Medaille“ in Bronze als sächsischer Auszeichnung ausgezeichnet. Ende 1918 kehrte er nach Leipzig zurück. Er fand zunächst eine Anstellung beim Hofphotographen Alfred Pieperhoff. Als Köhn aufgrund seiner politischen Aktivitäten seine Anstellung verlor, arbeitete er 1929/1930 als Werkzeugschleifer in der Firma Unruh & Liebig.

## Politische Aktivitäten
Erich Köhn trat 1918 in die USPD ein und war Mitglied der Arbeiter- und Soldatenwehr. Nach der Teilnahme an der Niederschlagung des Kapp-Putsches wurde er bei Pieperhoff entlassen.
1920 schloss er sich zusammen mit dem linken Flügel der USPD der VKPD an. Am 15. September 1921 trat Köhn aus der Kirche aus.
Im Jahr 1922 wurde er Mitglied der Bezirksleitung der KPD Westsachsen und übernahm gleichzeitig die Leitung der konspirativen Abteilung und des Nachrichtenapparates der KPD, wobei er den Tarnnamen Alfred verwendete. In dieser Funktion war seine Aufgabe die Zersetzung der Reichswehr und Polizei.
1929/1930 war Köhn Betriebszellenleiter der KPD und zudem politischer Leiter der KPD in Leipzig-Leutzsch.

## Familie
Am 19. Januar 1929 heirateten Erich Köhn und seine langjährige Lebens- und Kampfgefährtin Johanna Rüder (* 1898 in Untersachsenberg/Klingenthal; † 1977 in Leipzig). Sie hatten mit Erich (* 1932) und Hermann (* 1934) zwei Söhne.

## Polizeiliche Verfolgung und Verhaftungen
Aufgrund seiner politischen Aktivitäten wurde Köhn früh polizeilich auffällig und wechselte häufig seine Wohnorte in Leipzig. Anfang 1924 fand eine Haussuchung in der Wohnung seiner Lebensgefährtin Johanna Rüder statt. Am 6. März 1924 wurde Köhn wegen Verstoßes gegen das Verbot der KPD zu vier Tagen Gefängnis verurteilt. Vom 13. Mai 1931 bis 2. Juni 1931 war er wegen des Verdachts der Zersetzung und des Hochverrats in Untersuchungshaft. Im April 1934 wurde er erneut verhaftet. Ihm wurde die Aufrechterhaltung der verbotenen KPD vorgeworfen, sowie die Anfertigung und Verteilung von Flugblättern mit den Titeln „An alle Arbeiter und Klassengenossen“, „An die Hausfrauen und Mütter“, „Bilanz des ersten Jahres im Dritten Reich“. Das Landgericht Leipzig verurteilte Köhn zu einem Jahr Zuchthaus, das er in der Landesgefangenenanstalt 1 in Zwickau verbüßte.
Nach einem Jahr Zuchthaus fand am 23. Oktober 1935 ein Prozess vor dem 2. Strafsenat des Oberlandesgerichts Dresden gegen Erich Köhn wegen Vorbereitung eines hochverräterischen Unternehmens statt. Er wurde erneut zu drei Jahren Zuchthaus und zu 3 Jahren Verlust der bürgerlichen Ehrenrechte verurteilt mit der Begründung der Arbeit im Nachrichtenapparat der KPD vor 1933 sowie der Zersetzungsarbeit in Reichswehr und Polizei. Er wurde daraufhin am 4. November 1935 in die Landesstrafanstalt 1, das Zuchthaus Waldheim, eingewiesen.
Erich Köhn schrieb während seiner Haftzeiten regelmäßig Briefe an seine Ehefrau Johanna Köhn. So auch kurz vor dem erwarteten Ende der Haftzeit in Waldheim mit dem Hinweis, dass sie Zivilkleidung eine Woche vor dem Entlassungstag, Anfang Juli, nach Waldheim schicken solle. Umfangreiche Aufzeichnungen bezeugen, dass sich Erich Köhn in seiner Haftzeit in Zwickau und Waldheim mit der griechischen Philosophie, den Naturwissenschaften, vornehmlich der Chemie sowie mit Goethe, Schiller, Herder, Feuerbach und vielen anderen befasste.
Im Mai 1938 stellte das Zuchthaus Waldheim an die Generalstaatsanwaltschaft bei dem Oberlandgericht Dresden eine Anfrage. Die Staatspolizeistelle bzw. Staatspolizeileitstelle solle mitteilen, wie mit Köhn zu verfahren sei, da er am 12. Juli 1938 zur Entlassung anstehe. Kurz vor Ende seiner Haftzeit in Waldheim erging ein Schreiben der Gestapo Leipzig an den Leiter der Vollzugsanstalt Waldheim mit folgendem Inhalt: „Ich bitte, den am 12.07.1938 dort zur Entlassung kommenden Köhn mittels Sammeltransport in das hiesige Polizeigefängnis zu überführen.“ Die Schutzhaftzentrale Dresden teilte am 11. Juli 1938 mit, dass gegen den Strafgefangenen Häftlingsnummer 921 Schutzhaft erlassen worden sei.

## Konzentrationslager Buchenwald
Am 12. Juli 1938 wurde Köhn in das KZ Buchenwald überführt. Aufgrund seiner Spezialkenntnisse kam er in das Sonderkommando Fotoabteilung, das mit Fotoarbeiten für die SS-Wachmannschaften beauftragt war. Köhn nutzte diese Tätigkeit, um heimlich Hinrichtungen und Auspeitschungen der SS von Häftlingen zu fotografieren. Im Dezember 1943 wurde er dabei von der SS entdeckt und in den Arrestbau, den „Bunker“ gesperrt, wo er laut Sterbeurkunde (Standesamt Weimar) in der Nacht zum 1. Januar 1944, 01:45 Uhr, zu Tode kam. Der letzte Brief von Erich Köhn an seine Ehefrau Johanna ist auf den 5. Dezember 1943 datiert. Anfang 1944 wurde seine Frau zur Gestapo bestellt und erhielt die Mitteilung vom Tod ihres Mannes.